# Aspilota dmitrii
Aspilota dmitrii är en stekelart som beskrevs av Sergey A. Belokobylskij 2007. Aspilota dmitrii ingår i släktet Aspilota och familjen bracksteklar. Inga underarter finns listade.